# Ragtime (Roman)
Ragtime ist ein historischer Roman des US-Amerikaners E. L. Doctorow. Er wurde 1975 veröffentlicht.

## Handlung
Der Roman spielt im New York des anbrechenden 20. Jahrhunderts und verwebt drei Handlungsebenen. Der erste Erzählstrang konzentriert sich auf stereotype Figuren wie „Mother“ oder „Father“, die die US-amerikanische Durchschnittsbevölkerung der damaligen Zeit darstellen sollen. Der zweite Erzählstrang handelt von jüdischen Einwanderern „Tateh“ und „Mameh“ in der Lower East Side. Im Mittelpunkt des dritten Erzählstrangs steht das Leben des afro-amerikanischen Pianisten Coalhouse Walker, dessen Name auf den deutschen Namen „Kohlhaas“ verweist: Ähnlich wie in der Erzählung Michael Kohlhaas von Heinrich von Kleist scheitert er im Streben um soziale Gerechtigkeit. Im ganzen Buch treten historische Persönlichkeiten auf, unter anderem der Financier John Pierpont Morgan, der Automobilhersteller Henry Ford, die Schauspielerin Evelyn Nesbit, die Anarchistin Emma Goldman oder der Entfesselungskünstler Harry Houdini. Die Psychoanalytiker Sigmund Freud, Carl Gustav Jung und Sándor Ferenczi befinden sich 1909 auf einer Dienstreise in den Vereinigten Staaten.

## Bedeutung
Ragtime wurde 1975 nach der Erstveröffentlichung mit dem National Book Critics Circle Award ausgezeichnet. Das Magazin Time zählt den Roman zu den 100 besten englischsprachigen Romanen zwischen 1923 und 2005.
Der Spiegel schreibt 1976 in seiner Rezension des Romans: „Doctorow liefert [...] eines der wichtigsten und zugleich witzigsten Stücke von US-Literatur der letzten Jahre: einen wahren Butterberg erzählerischer Episoden aus der, wie er sie nennt, "Ära des Ragtime", mithin der Zeit, als in Amerika die Bilder laufen lernten, so zwischen Jahrhundertwende also und Erstem Weltkrieg.“
Der Tagesspiegel bezieht sich 2001 in einer Besprechung von Doctorows City of God zurück auf Ragtime und schreibt in diesem Zusammenhang: „"Ragtime", Doctorows erfolgreichster Roman, wird zu einer Abrechnung mit dem amerikanischem Traum [sic]“.
Der Schriftsteller Daniel Kehlmann, der von sich behauptet, dass er durch Doctorows Roman Billy Bathgate begriffen habe, was die Stimme eines Romanes sei, schrieb in einem Artikel für die Frankfurter Allgemeine Zeitung über E. L. Doctorow und seinen Roman Ragtime:

„„Ragtime“ also. Der vielleicht merkwürdigste aller historischen Romane, ohne dessen Vorbild ich – aber das nur ganz nebenbei – niemals meinen Roman „Die Vermessung der Welt“ hätte schreiben können. „Ragtime“: ein Spiel mit amerikanischer Geschichte, erzählt mit den formalen Mitteln deutscher Romantik. Das ist nun keine Wunschphantasie eines deutschen Lesers. Doctorow hat selbst, unter anderem durch den Namen seines Helden Michael Coalhouse Walker, darauf hingewiesen, wie viel sein Roman dem Stil Heinrich von Kleists und dessen Novelle „Michael Kohlhaas“ verdankt. Eine Konjunktion, umso bemerkenswerter, als Kleist in der deutschen Literatur fast folgenlos blieb – wohl kein Klassiker wurde so viel bewundert und so wenig nachgeahmt, und es ist keine Übertreibung zu behaupten, dass der einzige Schüler, den der ehemalige Kindersoldat, heitere Selbstmörder und vielleicht größte deutsche Erzähler des neunzehnten Jahrhunderts hatte, ein amerikanischer Romanautor unserer Zeit ist. Kleist war ein wilder Erfinder, der sich nach der Strenge von Gesetz und Sachlichkeit sehnte, er wollte seinen Erzählungen, die voll sind von Gewalt und Verwirrung, den Ton der allerstrengsten Berichte geben. Aus ebendieser Spannung lebt auch das unzuverlässige Geschichtswerk „Ragtime“, bei dessen Lektüre wir uns ständig fragen, was nun eigentlich wahr ist und was erfunden, bis wir endlich die Frage aufgeben und dem Buch alles und nichts mehr glauben.“

## Film und Theater
Der Roman wurde 1981 von Miloš Forman unter demselben Titel verfilmt. 1996 erfolgte eine von E. L. Doctorow autorisierte Musical-Inszenierung.

## Aktuelle Ausgabe
- Ragtime. Roman (übersetzt von Angela Praesent), Kiepenheuer & Witsch, Köln 2011, ISBN 978-3-462-04319-8 (= KiWi Taschenbuch, Band 1211).
- Hartmut K. Selk (Hrsg.): Ragtime. Englische Lektüre ab dem 6. Lernjahr. Klett, Stuttgart 2011, ISBN 978-3-12-579876-2 (deutsch und englisch).
- Ragtime. Penguin Classics, 2006, ISBN 978-0-14-118817-1 (englisch).